# Ахапкин, Фёдор Александрович
Фёдор Александрович Ахапкин — советский военнослужащий, участник Великой Отечественной войны, полный кавалер ордена Славы, артиллерист, наводчик орудия 371-го артиллерийского полка (140-я стрелковая дивизия, 60-я армия, 1-й Украинский фронт).

## Биография
Фёдор Ахапкин родился в 1924 году в крестьянской семье в селе Бобровка (в настоящее время Первомайского района Алтайского края). Окончил 4 класса школы. Русский. Работал в колхозе.
Барнаульским райвоенкоматом в августе 1942 года был призван в ряды Красной Армии.
С февраля 1943 года на фронтах Великой Отечественной войны.
Свою первую боевую награду медаль «За боевые заслуги» Фёдор Ахапкин заслужил в ходе боёв 20 — 23 июня 1943 года за высоту леса Лаврово при отражении атаки противника вместе с расчётом своего орудия, уничтожив до роты противника и подавив миномётную батарею.
За подвиг в Курском сражении он был награждён орденом Красной Звезды.
Ефрейтор Ахапкин 21 марта 1944 года в бою за сильно укреплённый пункт противника на реке Серет в Тернопольской области вместе с расчётом прямой наводкой уничтожил 3 пулемёта, до взвода пехоты, чем обеспечил успешное выполнение боев, задачи. 30 марта 1944 года он был награждён орденом Славы 3 степени.
Младший сержант Ахапкин 15 июля 1944 года в районе населённого пункта Зборов (Тернопольская область) возле высоты 405 батарея, в которой служил младший сержант Ахапкин, была контратакована 10-ю танками противника. В бою он прямой наводкой подбил и сжёг 3 танка, рассеял и частично уничтожил до роты автоматчиков. В составе батареи отразил 3 контратаки. 6 сентября 1944 года он был награждён орденом Славы 2 степени.
В должности командира орудийного расчёта (в составе 4-й Украинского фронта) старший сержант Ахапкин 21 января 1945 года при освобождении населённого пункта Пшибродзе южнее польского города Краков, командуя бойцами, подавил миномёт, батарею и пулемёт противника.
22 января 1945 года вступил в ночной бой, в рукопашной схватке сразил 3 солдат противника, прорвавшихся к орудию, спас жизнь офицеру.
24 января 1945 года в бою близ населённого пункта Бжезница (Польша) поразил 2 пулемёта, солдат противника.
19 июня 1945 года Указом Президиума Верховного Совета СССР награждён орденом Славы 1 степени.
Кроме того он был награждён медалями «За освобождение Праги» (1 мая 1946 года) и «За победу над Германией» (23 февраля 1946 года).
Старшина Ахапкин был демобилизован в 1945 году. Жил в Барнауле.
Фёдор Александрович Ахапкин скончался в 1947 году.